# Грущенко Іван Павлович
Іван Павлович Грущенко (нар. 6 червня 1928, село Мар'янівка, тепер Гайсинського району Вінницької області — 25 липня 2018, місто Київ) — український радянський партійний діяч, ректор Вінницького державного педагогічного інституту імені Миколи Островського, ректор Вищої партійної школи при ЦК КПУ. Депутат Верховної Ради УРСР 10—11-го скликань. Член ЦК КПУ в 1981—1990 р. Доктор економічних наук, професор.

## Біографія
Народився в селянській родині. Навчався на юридичному факультеті Львівського державного університету імені Івана Франка, секретар комітету ЛКСМУ Львівського державного університету імені Івана Франка.
Член ВКП(б) з 1948 року.
У 1952—1953 роках — 1-й секретар Львівського міського комітету ЛКСМУ.
У 1953—1955 роках — в апараті ЦК ЛКСМУ.
У 1955—1957 роках — завідувач відділу пропаганди і агітації Вінницького міського комітету КПУ. У 1957—1961 роках — завідувач відділу пропаганди і агітації Вінницького обласного комітету КПУ.
У 1964—1969 роках — проректор Вінницького державного педагогічного університету імені Миколи Островського.
У 1969—1976 роках — ректор Вінницького державного педагогічного університету імені Миколи Островського.
У 1976—1979 роках — секретар Вінницького обласного комітету КПУ.
У 1979—1990 роках — ректор Вищої партійної школи при ЦК КПУ.
Потім — на пенсії в місті Києві. Був помічником на громадських засадах у народного депутата України 4-го скликання від КПУ Станіслава Івановича Гуренка.

## Нагороди
- орден Жовтневої Революції
- орден Трудового Червоного Прапора
- орден «Знак Пошани»
- орден Дружби народів
- медалі